# Gran Premi de l'Ulster de motociclisme de 1964
El Gran Premi de l'Ulster de motociclisme de 1964 fou la novena cursa de la temporada 1964 de motociclisme. La cursa es disputà al Circuit de Dundrod (prop de Belfast/Béal Feirste, Irlanda del Nord) el dia 8 d'agost de 1964.

## 500 cc

### Arribats a la meta
| Pos. | Pilot          | Moto      | Temps      | Punts |
| ---- | -------------- | --------- | ---------- | ----- |
| 1    | Phil Read      | Norton    | 1h 31:58.4 | 8     |
| 2    | Richard Creith | Norton    | +7.6       | 6     |
| 3    | Jack Ahearn    | Norton    | +41.2      | 4     |
| 4    | Robin Fitton   | Norton    | +1:32.4    | 3     |
| 5    | Chris Conn     | Norton    | +3:46.4    | 2     |
| 6    | Fred Stevens   | Matchless | +6:22.9    | 1     |
| 7    | Joe Dunphy     | Norton    |            |       |
| 8    | Syd Mizen      | Norton    |            |       |
| 9    | William McCosh | Matchless |            |       |
| 10   | Dan Shorey     | Norton    |            |       |
| 11   | Griff Jenkins  | Norton    |            |       |
| 12   | Trevor Ritchie | Norton    |            |       |
| 13   | Jimmy Jones    | Norton    |            |       |
| 14   | Bo Granath     | Matchless |            |       |
| 15   | Alf Shaw       | Norton    |            |       |

## 350 cc

### Arribats a la meta (posició amb punts)
| Pos. | Pilot        | Moto   | Temps        | Punts |
| ---- | ------------ | ------ | ------------ | ----- |
| 1    | Jim Redman   | Honda  | 1h 20' 37.6" | 8     |
| 2    | Mike Duff    | AJS    |              | 6     |
| 3    | Gustav Havel | Jawa   |              | 4     |
| 4    | Bruce Beale  | Honda  |              | 3     |
| 5    | Chris Conn   | Norton |              | 2     |
| 6    | Fred Stevens | AJS    |              | 1     |

## 250 cc

### Arribats a la meta (posició amb punts)
| Pos. | Pilot          | Moto   | Temps        | Punts |
| ---- | -------------- | ------ | ------------ | ----- |
| 1    | Phil Read      | Yamaha | 1h 12' 30.4" | 8     |
| 2    | Jim Redman     | Honda  | + 1'0".0     | 6     |
| 3    | Tommy Robb     | Honda  | +1'46".4     | 4     |
| 4    | Alan Shepherd  | MZ     | +2'02".6     | 3     |
| 5    | Bruce Beal     | Honda  | +3'01".8     | 2     |
| 6    | Bert Schneider | Suzuki | +4'10".2     | 1     |

## 125 cc

### Arribats a la meta (posició amb punts)
| Pos. | Pilot          | Moto    | Temps     | Punts |
| ---- | -------------- | ------- | --------- | ----- |
| 1    | Hugh Anderson  | Suzuki  | 53' 28".4 | 8     |
| 2    | Luigi Taveri   | Honda   | + 44".0   | 6     |
| 3    | Ralph Bryans   | Honda   | + 49".2   | 4     |
| 4    | Frank Perris   | Suzuki  | + 1'22".8 | 3     |
| 5    | Bert Schneider | Suzuki  | + 1'23".0 | 2     |
| 6    | Ramon Torras   | Bultaco | + 5'17".6 | 1     |